# Programa PISA
Pisa (Programme for International Student Assessment o Programa Internacional per a l'avaluació d'estudiants) és un projecte de la  OCDE (Organització per la Cooperació i Desenvolupament Econòmic) basat en l'avaluació de formació d'alumnes de diferent països, que arriben al final de l'ensenyança obligatòria, amb l'objectiu de comprovar l'eficàcia dels sistemes educatius enfront de la vida i el món laboral.
Aquesta anàlisi sorgeix del rendiment dels estudiants de 15 anys, mitjançant unes proves avaluadores que es realitzen cada tres anys en diversos països. El disseny d'aquest projecte se situa l'any 1997, tot i que la seva implantació fou l'any 2000. Al començament participaven 43 països i en el 2018 ja en són 80. Destacar que Catalunya participa amb mostra pròpia des de l'any 2003 (Generalitat de Catalunya, 2019).
PISA està encarat a obtenir informació educativa tant en l'àmbit de les matemàtiques, la ciència i la lectura com en les diverses necessitats de caràcter social com són el benestar de l'alumne, la motivació i les diverses estratègies d'estudi, proporcionat una anàlisi completa del sistema en què és educat l'alumne. Aquesta anàlisi permet observar la situació educativa dels països involucrats i així adoptar decisions polítiques per potenciar, millorar i desenvolupar els nivells educatius, contribuint així a un creixement econòmic, social i cultural. Remarcar que l'estudi PISA no avalua als centres ni als alumnes, avalua els sistemes educatius.
Per tant, l'objectiu principal d'aquest projecte és la competició, valoració i interpretació d'aquesta informació per millorar els mètodes educatius i donar resposta a les situacions actuals. Si més no l'engranatge principal de la societat es focalitza en l'educació, per tant és d'autèntica rellevància la valoració dels sistemes educatius i la aposta de millora, perpetrant així a una millora de caràcter social.
PISA estableix un marc comú, internacional, de l'avaluació del rendiment del estudiants de 15 anys mitjançant proves estandarditzades i s'hauria de potenciar una aproximació més holística e interdisciplinari a les competències com es planteja en el projecte DeSeCo (Definición y Selección de Competencias) de la OCDE (Gallarfo et al, 2010).
Les avaluacions externes com PISA permeten una visió de l'estat de l'art del sistema educatiu de diferents països i també poden ser un motor per la millora de l'ensenyament científic (Luna et al. 2011).

## Marc de treball
PISA s'inscriu en una tradició d'estudis escolars internacionals, realitzada des de finals de la dècada de 1950 per l'Associació Internacional per a l'avaluació del rendiment educatiu (IEA). Gran part de la metodologia de PISA segueix l'exemple del Trends in International Mathematics and Science Study (TIMSS, iniciat el 1995), que al seu torn va estar molt influenciat per la National Assessment of Educational Progress (NAEP) dels Estats Units. El component de lectura de PISA està inspirat en el Progress in International Reading Literacy Study (PIRLS) de l'IEA.
PISA pretén posar a prova la competència de l'alfabetització dels estudiants en tres camps: lectura, matemàtiques, ciències a escala indefinida.
La prova d'alfabetització matemàtica PISA demana als estudiants que apliquen els seus coneixements matemàtics per resoldre problemes plantejats en contextos del món real. Per resoldre els problemes els estudiants han d'activar una sèrie de competències matemàtiques així com un ampli ventall de coneixements de continguts matemàtics. El TIMSS, en canvi, mesura continguts més tradicionals de l'aula, com ara la comprensió de fraccions i decimals i la relació entre ells (assoliment del currículum). PISA pretén mesurar l'aplicació de l'educació als problemes de la vida real i a l'aprenentatge permanent (coneixement de la força de treball).
A la prova de lectura, "l'OCDE/PISA no mesura fins a quin punt els estudiants de 15 anys són capaços de llegir amb fluïdesa ni com són competents en les tasques de reconeixement de paraules o d'ortografia". En canvi, haurien de ser capaços de "construir, ampliar i reflexionar sobre el significat del que han llegit a través d'una àmplia gamma de textos continus i no continus".
PISA també avalua estudiants en dominis innovadors. Els anys 2012 i 2015, a més de lectura, matemàtiques i ciències, es van provar en la resolució de problemes col·laboratius. El 2018, el domini innovador addicional va ser la competència global.

## Trets claus

Resultats de lectura de PISA 2012.

- Avaluació dels sistemes educatius.
- Mesura del nivell de competències dels alumne.
- L'adquisició de competències enfront la vida quotidiana.
- Avaluació d'alumnes d'últim curs d'educació obligatòria
- Proves d'avaluació en els àmbits de matemàtiques, ciències i lectura.
- Anàlisis, comparació i compartició de les diverses metodologies i els seus resultats.
- Coneixement de l'actual formació educativa enfront dels resultats dels alumnes.
- Proporcionar als centres dades fiables del rendiment acadèmic.

## Informe Pisa 2018
Al 2019 sortiran publicats els nous resultats de PISA 2018 on la competència lectora en l'entorn digital és l'eix principal dels resultats. Com a novetat es destaca la incorporació de la competència global, emmarcant així la necessitat d'analitzar qüestions globals i interculturals per redirigir les accions educatives cap a un bé comú i desenvolupament sostenible (OCDE, 2018).
El concepte de competència global és defineix com un objectiu d'aprenentatge multidimensional, on és poden examinar qüestions locals, globals i interculturals a escala mundial. Cal puntualitzar aquest criteri com una demanada social, per interactuar amb èxit i de manera respectuosa amb els altres. Manifestant la necessitat d'una educació en valors basada amb el benestar col·lectiu i la sostenibilitat.
En relació al treball d'aquesta competència global, els centres educatius tenen un paper rellevant en potenciar la capacitat dels infants i joves per comprendre la diversitat cultural, el seu lloc en la societat i com millorar la seva capacitat d'emetre judicis. És a dir fomentant la sensibilitat intercultural i el respecte en la diversitat (Sinicrope, Norris y Watanabe, 2007). A Catalunya, la mostra està formada per més de 2.000 alumnes de 50 centres (31 públics i 19 concertats) (Generalitat de Catalunya, 2019).

## Informe Pisa 2015
L'objectiu principal de Pisa al 2015 va ser l'avaluació del coneixement i habilitats científiques, ja que ens trobem en una situació de canvi social i de globalització a nivell mundial, per tant cal donar resposta a escala educativa per afrontar una societat plena d'avenços i incorporacions importants a escala científica (OCDE, 2016). Per això la inquietud i la necessitat de mostrar especial interès en aquest àmbit.
La prova la van realitzar aproximadament 540.000 estudiants representant uns 29 milions de joves de 15 anys de 72 països i economies. Com a novetat, per primera vegades totes les proves de rendiment i els qüestionaris de context s'han aplicat a través de les noves tecnologies (Generalitat de Catalunya, 2017).
Abans d'endinsar-nos en els resultats de l'avaluació de PISA, és important entendre el marc conceptual de PISA 2015 i com es defineixen les competències: 
Competència lectora:  “La capacitat d'una persona per comprendre textos escrits, utilitzar-los i reflexionar-hi per tal d'assolir els objectius personals, de desenvolupar els coneixements i les potencialitats individuals i de participar en la societat” (Generalitat de Catalunya, 2017:27).
Competència científica: “La capacitat d'una persona de poder participar de temes i idees relacionades amb la ciència com a ciutadà reflexiu. És a dir, PISA 2015 considera que una persona amb competència científica és aquella que està capacitada per dur a terme un discurs raonat sobre la ciència i la tecnologia” (Generalitat de Catalunya, 2017:10).
Competència matemàtica: “La capacitat d'una persona per formular, emprar i interpretar les matemàtiques en una varietat de contextos. Entre aquestes capacitats s'hi inclouen el raonament matemàtic i l'ús de conceptes, procediments, dades i eines matemàtiques per descriure, explicar i predir fenòmens. Permet a l'alumnat entendre el paper que juguen les matemàtiques al món, així com raonar i prendre decisions que necessita per esdevenir un ciutadà constructiu, compromès i reflexiu” (Generalitat de Catalunya, 2017: 35).
A banda, també s'avalua la competència de resolució col·laborativa de problemes que es defineix com “La capacitat d'una persona per implicar-se de forma eficaç en un procés en el que dos o més participants intenten resoldre un problema compartint la comprensió i l'esforç necessaris per arribar a una solució i mancomunar coneixements, destreses i esforços per aquesta fita” (Ministerio de Educación, Cultura y Deporte, 2017a: 3). la Competència financera que es defineix com “el coneixement i la comprensió de conceptes i riscos financer, i les destreses, motivació i confiança per aplicar dit coneixement i comprensió amb la finalitat de prendre decisions eficaces en diferents context financers, millorar el benestar financer dels individus i la societat, i permetre la participació activa en la vida econòmica” (Ministerio de Educación, Cultura y Deporte, 2017b: 20).

PISA CATALUNYA 2015
Pel que fa a Catalunya la participació en PISA 2015 va ser de 52 centres educatius (31 públics i 21 privats) amb un total de 1.769 alumnes de 15 anys (855 noies i 914 nois) dels quals un 81% fa 4t de la ESO, 16,3% fa 3r, seguit d'un 2,6% que fa 2n de la ESO i un 0,1% que fa 1r de Batxillerat. (Departament d'Educació, 2016).
Els resultats obtinguts a Catalunya, pel que fa als dominis principals que avalua PISA destaquem els següents resultats: 
- Comprensió lectora: 500 punts. Aquesta puntuació és lleugerament superior a la d'Espanya (496), a la de la Unió Europea (494) i a la de l'OCDE (493) (Generalitat de Catalunya, 2017).
- Comprensió matemàtica: 500 punts. Aquesta puntuació és també lleugerament superior a la d'Espanya (486), a la de la UE (493) i a la de l'OCDE (490) (Generalitat de Catalunya, 2017).
- Comprensió científica: 504 punts en competència científica. Superior a la mitja d'Espanya (493), a la de la UE (495) i a la de l'OCDE (493) (Generalitat de Catalunya, 2017).

En relació als dominis innovadors, PISA 2015 avalua per primer cop la “Resolució col·laborativa de problemes” on España va obtenir 496 punts, lleugerament per sota de la mitja de la OCDE (500) i de la UE (502).
Per acabar, en altres dominis opcionals, España va optar per avaluar la “competència financera” dels alumnes obtenint una puntuació de 469 punts, per sota de la mitjana global de 481 punts.

## Informe pisa 2003
En el 2003, participaren més de 275.000 estudiants de 41 països, 30 dels quals eren els de l'OCDE; un cop recollides les dades, finalment Gran Bretanya no s'incloïa en les comparacions internacionals. El tema central va ser els fonaments de matemàtiques, avaluant situacions de vida real en les quals les matemàtiques són útils. Al PISA també hi participaren algunes regions com ara Catalunya.
Resum de resultats de Proves del 2003:
| 1. | Hong Kong     | 550 |
| 2. | Finlàndia     | 544 |
| 3. | Corea del Sud | 542 |
| 4. | Països Baixos | 538 |
| 5. | Liechtenstein | 536 |
| 6. | Japó          | 534 |

| 1. | Finlàndia     | 543 |
| 2. | Corea del Sud | 534 |
| 3. | Canadà        | 528 |
| 4. | Austràlia     | 525 |
| 5. | Liechtenstein | 525 |
| 6. | Nova Zelanda  | 522 |

| 1. | Finlàndia     | 548 |
| 1. | Japó          | 548 |
| 3. | Hong Kong     | 539 |
| 4. | Corea del Sud | 538 |
| 5. | Liechtenstein | 525 |
| 5. | Austràlia     | 525 |
| 5. | Macau         | 525 |

| 1. | Corea del Sud | 550 |
| 2. | Finlàndia     | 548 |
| 2. | Hong Kong     | 548 |
| 4. | Japó          | 547 |
| 5. | Nova Zelanda  | 533 |
| 6. | Macau         | 532 |

## 2. Informe PISA 2012
L'any 2012 l'informe PISA es va centrar en l'àrea de les matemàtiques, dedicant-li una hora i 20 minuts a la prova, i 20 minuts més a l'àrea de ciències i 20 minuts més a comprensió lectora. Van participar un total de 65 països, amb una mostra de 510.000 alumnes participants. Mirant els resultats obtinguts pels alumnes de cada país a cada àrea de coneixement, podem veure els següents resultats:
|                       | Matemàtiques | Ciències                                                                                            | Comprensió lectora                                                                                      |
| Els millors resultats | 1. Xangai - Xina (613). 2. Singapur (573) 3. Hong Kong – Xina (561) 4. Xina – Taipei (560) 5. Corea del Sud (554) | 1. Xangai - Xina (580) 2. Singapur (551) 3. Hong Kong - Xina (555) 4. Japó (547) 5. Finlàndia (545) | 1. Xangai - Xina (570) 2. Hong-Kong – Xina (545) 3. Singapur (542) 4. Japó (538) 5. Corea del Sud (536) |
| Els pitjors resultats | 1. Perú (368) 2. Indonèsia (375) 3. Qatar (376) 4. Colòmbia (376) 5. Jordània (386)                               | 1. Mèxic (415) 2. Xile (445) 3. Turquia (463) 4. Grècia (467) 5. Israel (470)                       | 1. Mèxic (424) 2. Xile (441) 3. Eslovàquia (463) 4. Turquia (475) 5. Grècia (477)                       |
| Mitjana OCDE          | 494 | 501                                                                                                 | 496 |
| Espanya               | 484 | 496                                                                                                 | 488 |

## Investigació sobre les possibles causes de les disparitats PISA en diferents països
Tot i que els mateixos investigadors i funcionaris de PISA i TIMSS generalment s'abstinguin d'emetre hipòtesis sobre les grans i estables diferències en el rendiment dels estudiants entre països, des de l'any 2000 ha sorgit literatura sobre les diferències en els resultats de PISA i TIMSS i les seves possibles causes. Les dades de PISA han proporcionat a diversos investigadors, en particular Eric Hanushek, Ludger Wößmann, Heiner Rindermann i Stephen J. Ceci, material per a llibres i articles sobre la relació entre el rendiment dels estudiants i el desenvolupament econòmic, democratització, i salut; així com els papers de factors educatius únics com els exàmens de gran risc, la presència o absència d'escoles privades i els efectes i el moment del seguiment d'habilitats.